# Chompoo Sangpo
Chompoo Sangpo (tiếng Thái: ชมพู แสงโพธิ์, sinh ngày 15 tháng 8 năm 1988), là một cầu thủ bóng đá người Thái Lan thi đấu ở vị trí hậu vệ trái cho câu lạc bộ Giải bóng đá Ngoại hạng Thái Lan Sukhothai.

## Danh hiệu

### Câu lạc bộ
Customs Department
- Thai Division 1 League
  -  Vô địch (1): 2007

Ayutthaya
- Regional League Division 2
  -  Vô địch (1): 2012